# Danielle Bouvet
Danielle Bouvet (28 janvier 1940 à Reims ) est  orthophoniste, docteur en linguistique à l’École des hautes études en sciences sociales à Paris. Elle est pédagogue pour les sourds, surtout spécialiste de l'éducation bilingue des enfants sourds depuis la fin des années soixante-dix . Elle est actuellement[Quand ?] chercheuse au CNRS.

## Biographie
Danielle s’occupe au poste d’orthophoniste en 1962 à 1989. 

## Ouvrages
- Danielle Bouvet, Le corps et la métaphore dans les langues gestuelles. : A la recherche des modes de production des signes, Paris/Montréal, L'Harmattan, 1997, 137 p. (ISBN 2-7384-4872-0, lire en ligne).